# チェンタッロ
チェンタッロ（伊: Centallo）は、イタリア共和国ピエモンテ州クーネオ県にある、人口約6,900人の基礎自治体（コムーネ）。

## 地理

### 位置・広がり

#### 隣接コムーネ
隣接するコムーネは以下の通り。
- カステッレット・ストゥーラ
- クーネオ
- フォッサーノ
- モンタネーラ
- タランタスカ
- ヴィッラファッレット

## 行政

### 分離集落
チェンタッロには、以下の分離集落（フラツィオーネ）がある。
- Boschetti, Roata Chiusani, San Biagio